# Rožanc
Rožanc je priimek več znanih Slovencev:
- Leopold Rožanc (1938—?), generalmajor JLA
- Marcel Rožanc (1909—1991), knjigotržec, založnik ("Lipa")
- Marjan Rožanc (1930—1990), pisatelj, dramatik in esejist
- Mihael Rožanc (1885—1971), skladatelj
- Tine Rožanc (1895—1942), komunist in narodni heroj
- Tomaž Rožanc (1822—1902), duhovnik